# Fábrica da igreja
Fábrica da igreja é a pessoa jurídica não colegial a que pertencem todos os bens e direitos destinados à conservação, reparação e manutenção duma igreja, e ao exercício do culto nela. Na catedral o administrador é o bispo com o cabido, e na igreja paroquial é o pároco, ajudado pelo conselho para os assuntos económicos, também denominado comissão fabriqueira, de constituição obrigatória segundo o artigo 535 do Código de Direito Canónico. No caso das igrejas não paroquiais, o administrador é o reitor.
Compete ao administrador da fábrica (fabriqueiro) administrar de acordo com a lei canónica e civil, e em particular manter em dia o inventário dos bens e prestar anualmente contas ao bispo. A designação de "comissão fabriqueira" tem a sua origem no Decreto 11.887 de 6 de Julho de 1926, que a dá como a pessoa moral reconhecida pelo Estado para gerir os bens do benefício paroquial e da fábrica da igreja paroquial. O nome tem persistido depois da Concordata de 1940.
As atribuições do fabriqueiro variaram conforme a época e o local e conforme o tipo de bens envolvidos. Podia ser encarregado do gerenciamento de propriedades rurais, de obras de reparo, construção e manutenção de edifícios religiosos como mosteiros, capelas, cemitérios, escolas e igrejas, controle de fundos e doações, organização e supervisão de festividades, ritos, procissões e solenidades, e servia como conselheiro do clero. Muitas vezes o cargo era compartilhado em colegiados permanentes, especialmente no caso das grandes igrejas (matrizes e catedrais), cujo patrimônio costumava ser considerável, exigindo esforços combinados em equipes para sua boa administração. Em comunidades pobres podia substituir um padre ausente na condução de ritos básicos como as novenas e batismos. Os fabriqueiros geralmente eram eleitos pela comunidade entre os cidadãos mais respeitáveis do lugar, e devido às responsabilidades assumidas, seu prestígio era muito aumentado, tornando-os incontestáveis lideranças.